# MVP de la Serie de Campeonato de Béisbol
El jugador más valioso de la Serie Campeonato de la Liga (MVP) premio se otorga anualmente por las Grandes Ligas de Béisbol (MLB) a los jugadores que considera que tienen el mayor impacto en las actuaciones de sus equipos en cada uno de los dos respectiva Serie de Campeonato de la Liga que comprenden la penúltima ronda de la Postemporada de la MLB. El premio se otorga por separado a un jugador tanto en la Serie de Campeonato de la Liga Americana como en la Serie de Campeonato de la Liga Nacional. Se ha presentado en la Liga Nacional (NL) desde 1977, y en la Liga Americana (AL) desde 1980. Dusty Baker ganó el premio inaugural en 1977 con Los Angeles Dodgers, y Frank White ganó el primer premio de la Liga Americana en 1980 con los Kansas City Royals. Los diez miembros del Salón de la Fama que ganaron MVP de la LCS incluyen a Roberto Alomar, George Brett, Dennis Eckersley, Rickey Henderson, Kirby Puckett, Ozzie Smith, Willie Stargell, John Smoltz, Iván Rodríguez y Mariano Rivera.

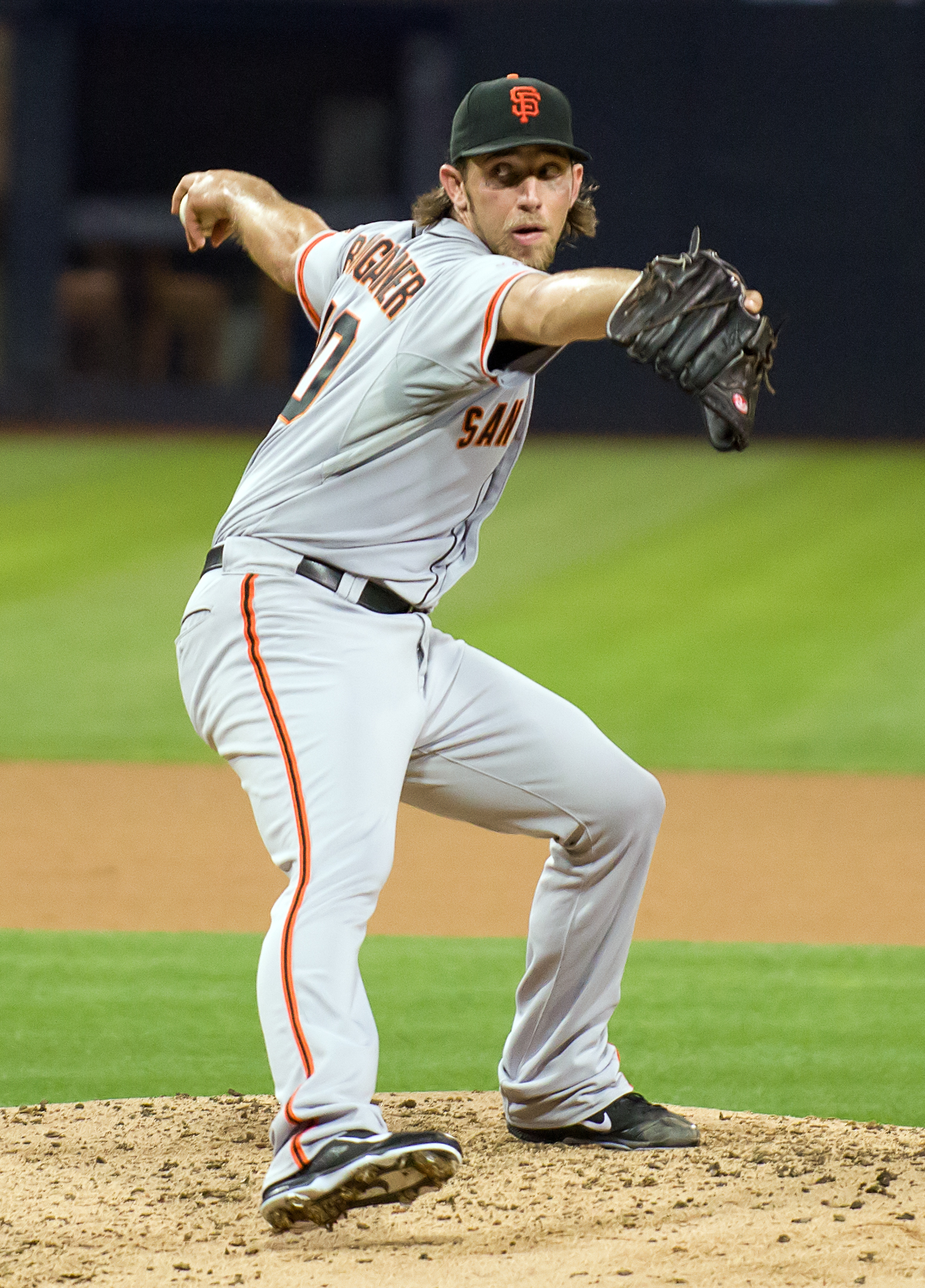
Madison Bumgarner ganó el premio en 2014, así como el MVP de la Serie Mundial.

Tres jugadores han ganado el premio dos veces: Steve Garvey (1978, 1984), Dave Stewart (1990, 1993) y Orel Hershiser (1988, 1995). Por cierto, estos tres jugadores ganaron sus dos premios con dos equipos diferentes. Siete jugadores ganaron el premio MVP de la Serie Mundial en la misma temporada en la que ganaron el MVP de la LCS, todos ellos en la Liga Nacional. Tres jugadores han ganado jugando para el equipo perdedor de la serie: Fred Lynn jugó para los California Angels de 1982; Mike Scott lanzó para los Houston Astros; y Jeffrey Leonard jugó para los San Francisco Giants en 1987. Dos jugadores han compartido el premio en el mismo año tres veces, todos en la Liga Nacional; Rob Dibble y Randy Myers para los Cincinnati Reds en 1990, Jon Lester y Javier Báez de los Chicago Cubs en 2016, y Chris Taylor y Justin Turner de Los Angeles Dodgers en 2017.
Garvey, Leonard, Albert Pujols y Randy Arozarena conectaron cuatro jonrones en su serie ganadora: Garvey en su primera victoria. Adam Kennedy ganó el MVP de la ALCS 2002 cuando conectó 3 jonrones en 1 juego; había bateado 7 durante la temporada regular y 80 en sus 14 años de carrera. David Ortiz tuvo 11 carreras impulsadas durante la Serie de Campeonato de 2004 e Iván Rodríguez tuvo 10 durante la Serie de Campeonato de la Liga Nacional de 2003—los únicos dos jugadores en alcanzar carreras impulsadas de dos dígitos en la serie en la historia del premio. Desde el montículo del lanzador, Steve Avery lanzó 16+1 ⁄ 3 de entrada sin permitir una carrera en la Serie de Campeonato de la Liga Nacional de 1991, y John Smoltz acumuló 19 ponches al año siguiente. Liván Hernández ganó el MVP de la NLCS de 1997 después de ganar su única apertura y obtener una victoria del bullpen en relevo ; ponchó a 16 de cada 10+2 ⁄ 3 entradas. Daniel Murphy ganó el MVP de la NLCS 2015 después de conectar jonrones en seis juegos consecutivos, estableciendo un récord de Grandes Ligas.
Liván Hernández (1997, NL) y su hermano Orlando Hernández (1999, AL) son la única pareja familiar que ha ganado el premio. Los únicos novatos que han ganado el premio son Mike Boddicker (1983, AL), Liván Hernández (1997, NL), Michael Wacha (2013, NL) y Randy Arozarena (2020, AL).

## Leyenda
| †   | Miembro del Salón de la Fama del Béisbol                                                    |
| ^   | Indica varios ganadores de premios en el mismo año                                          |
| ^   | Indica equipo perdedor                                                                      |
| (#) | Indica el número de veces que ha conseguido el MVP de la Serie de Campeonato en ese momento |

## Ganadores

### Liga Americana

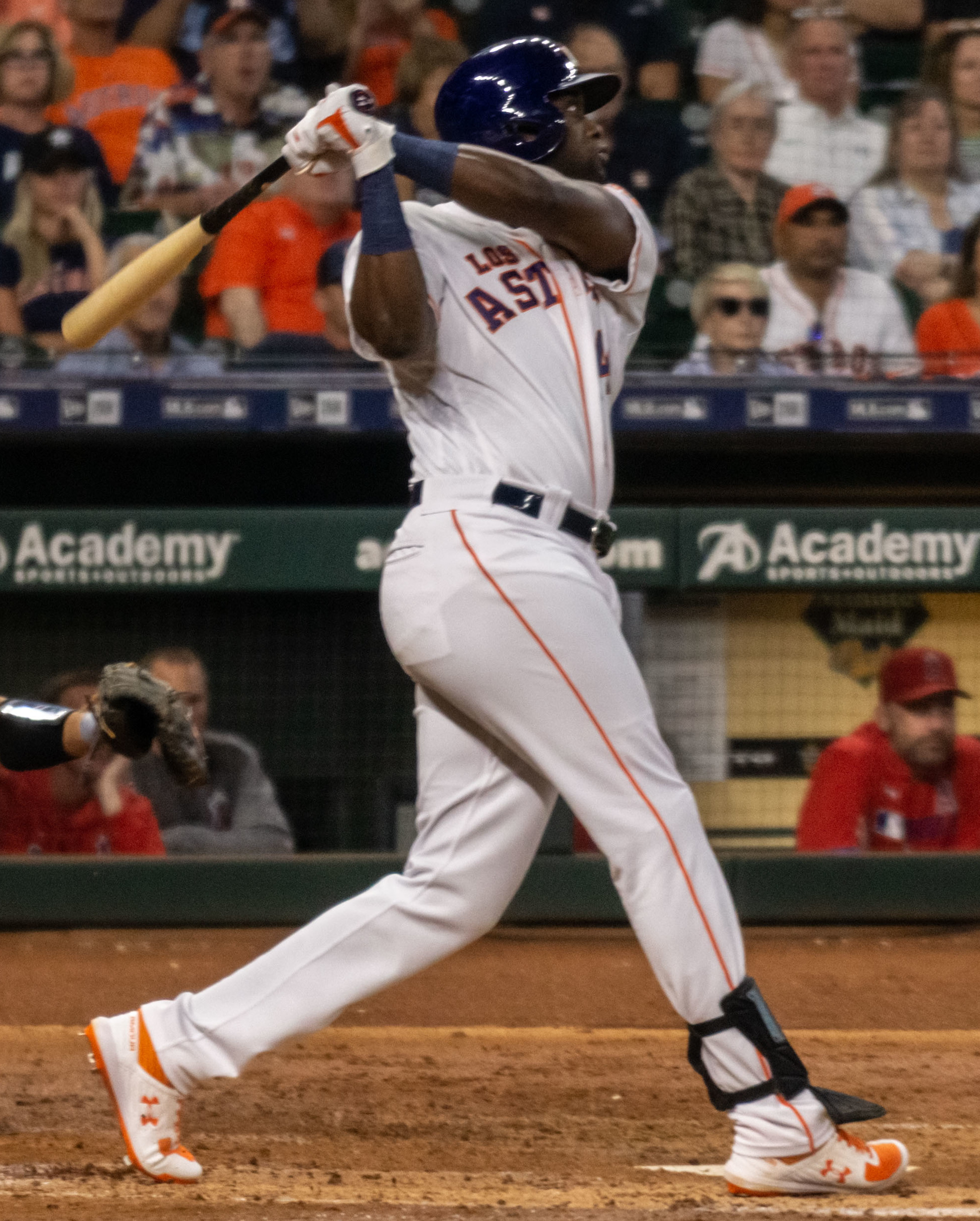
Yordan Álvarez (2021 ALCS MVP)

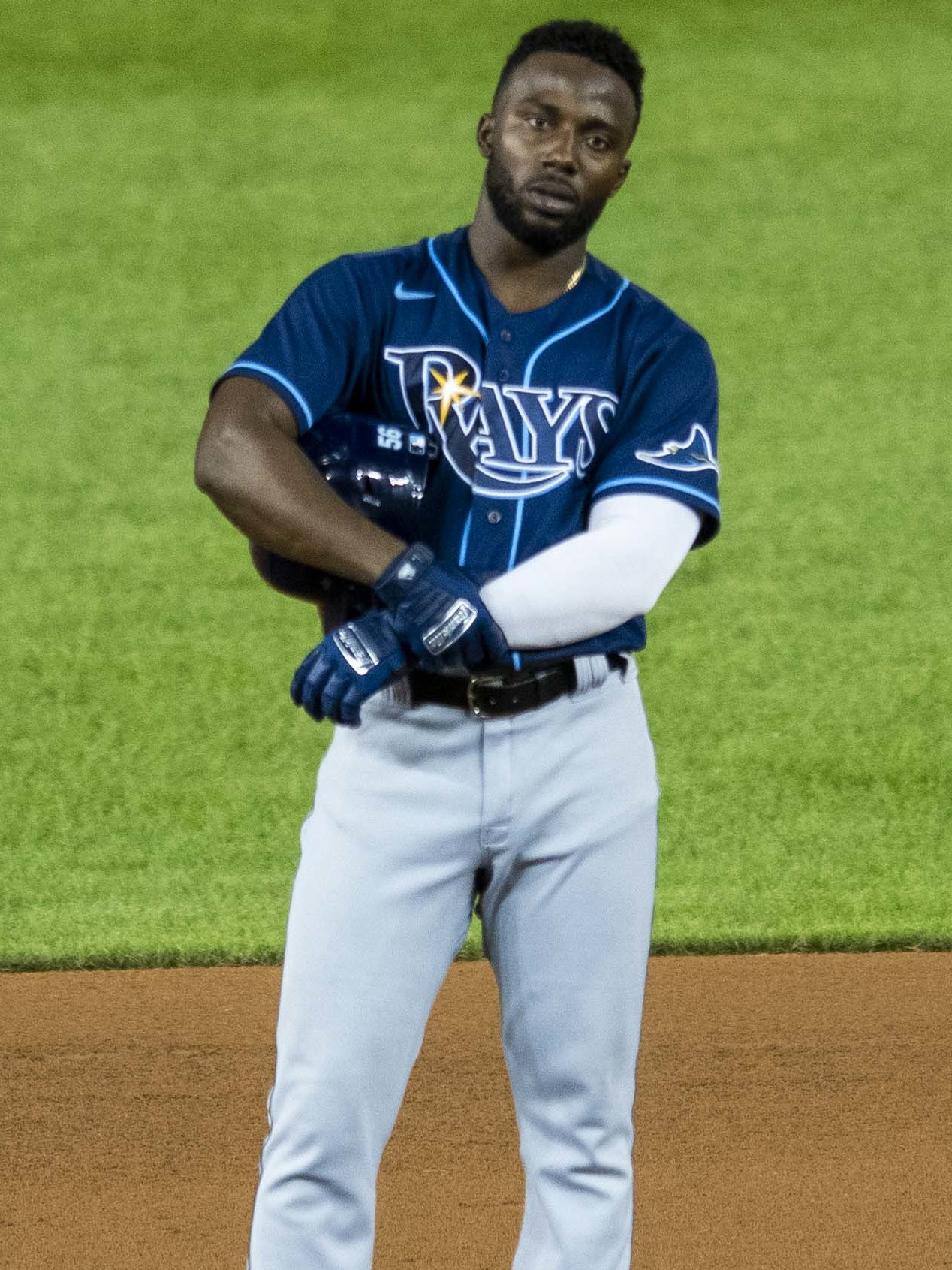
Randy Arozarena (2020 ALCS MVP)

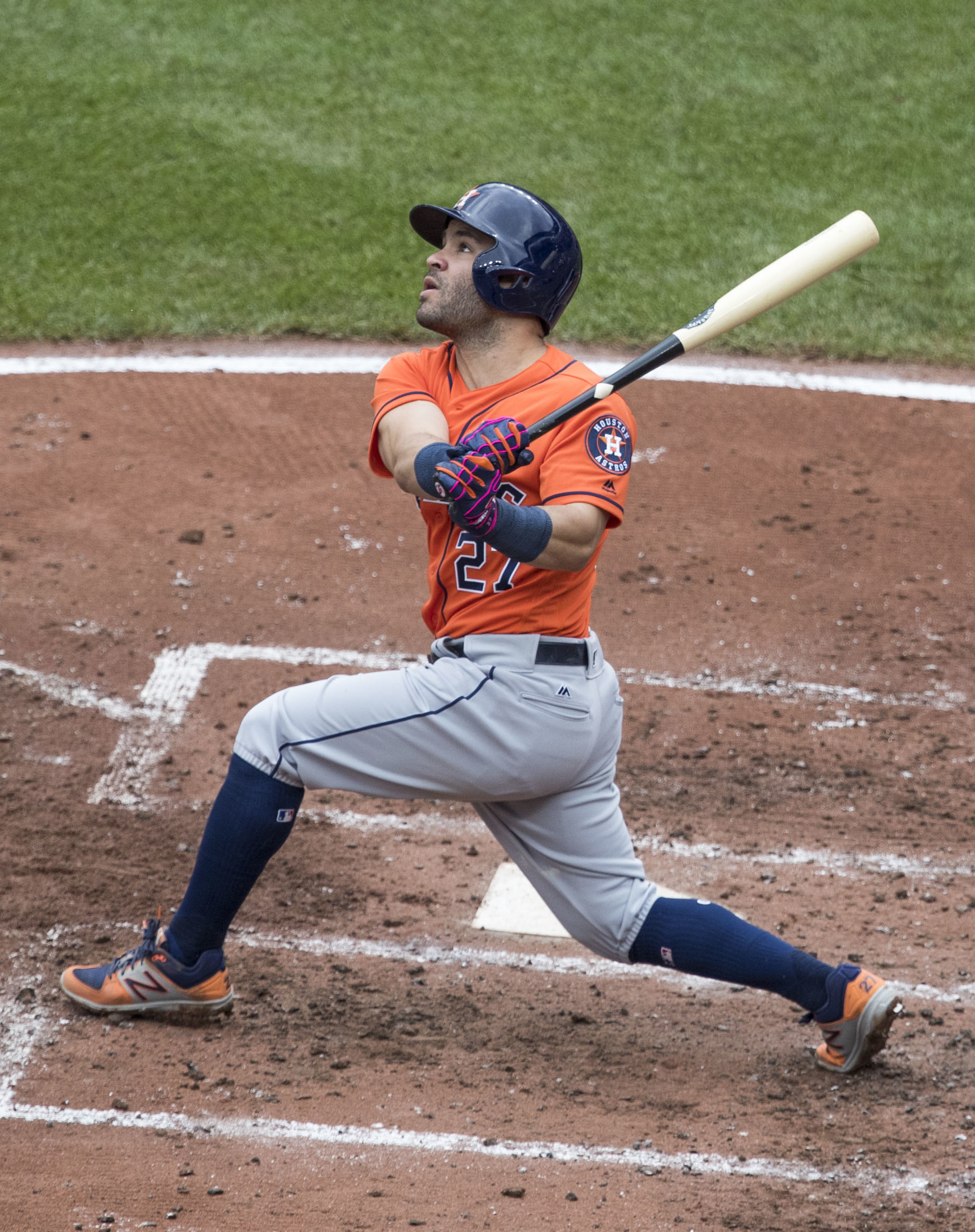
José Altuve (2019 ALCS MVP)

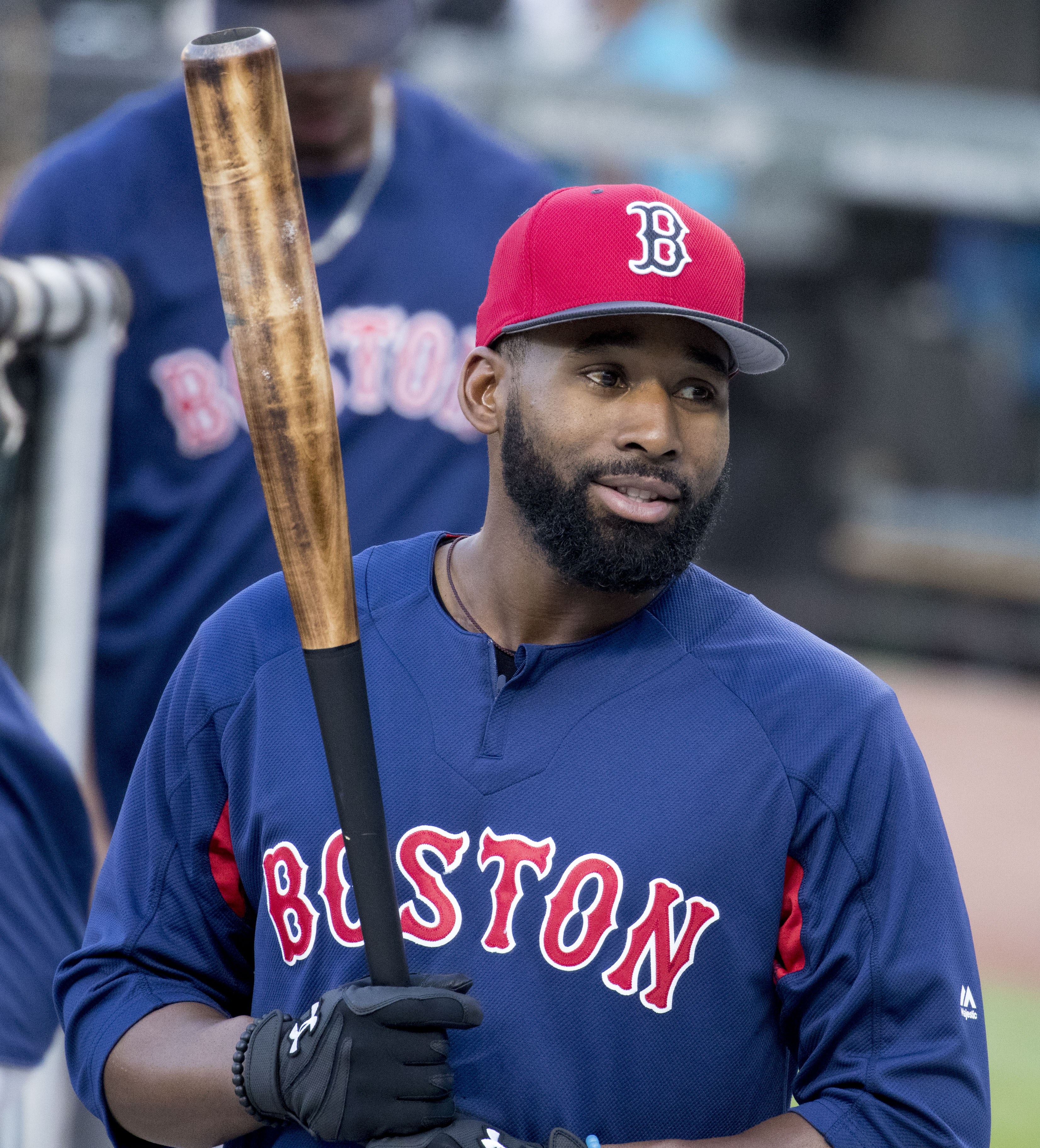
Jackie Bradley Jr. (2018 ALCS MVP

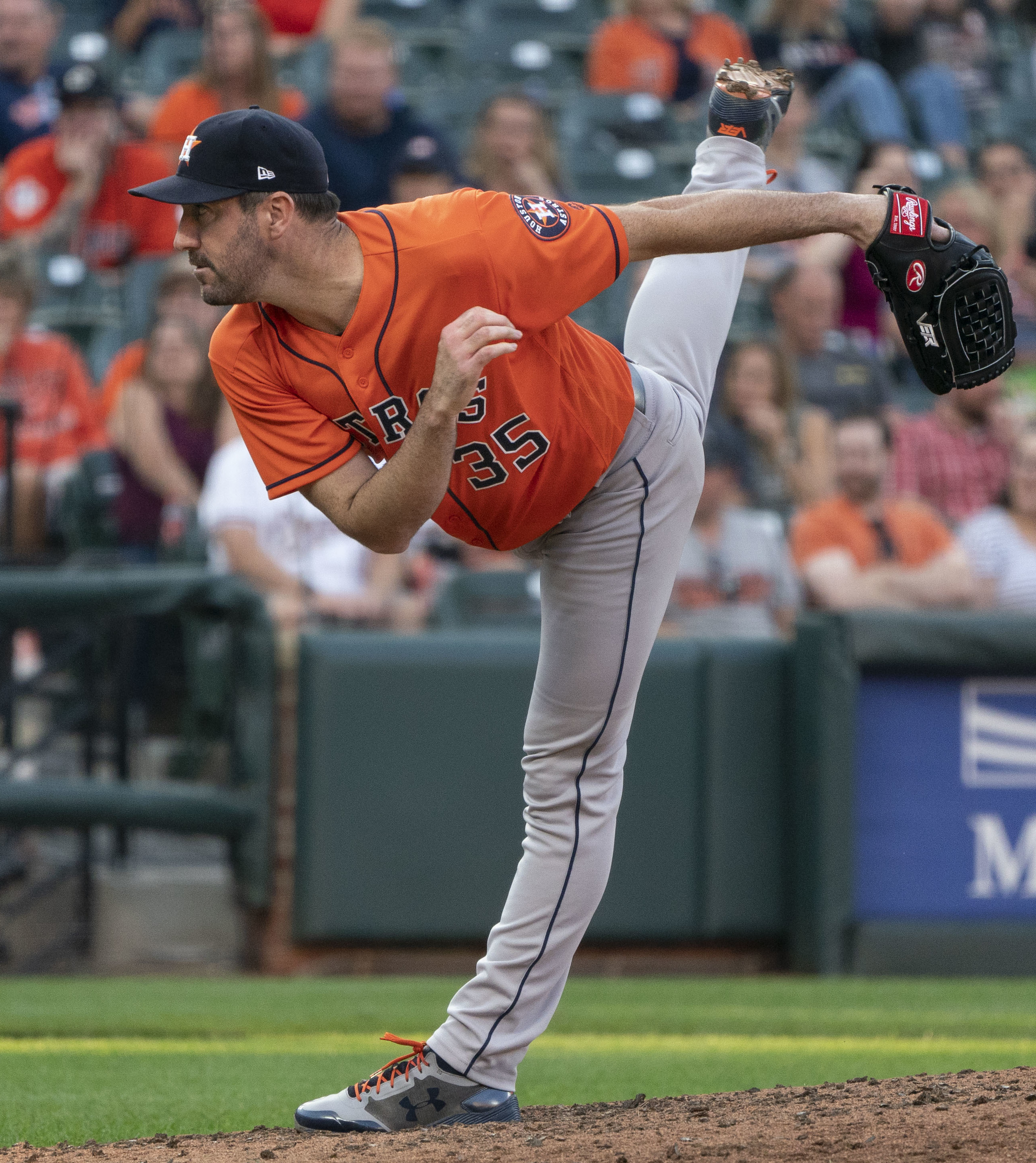
Justin Verlander (2017 ALCS MVP)

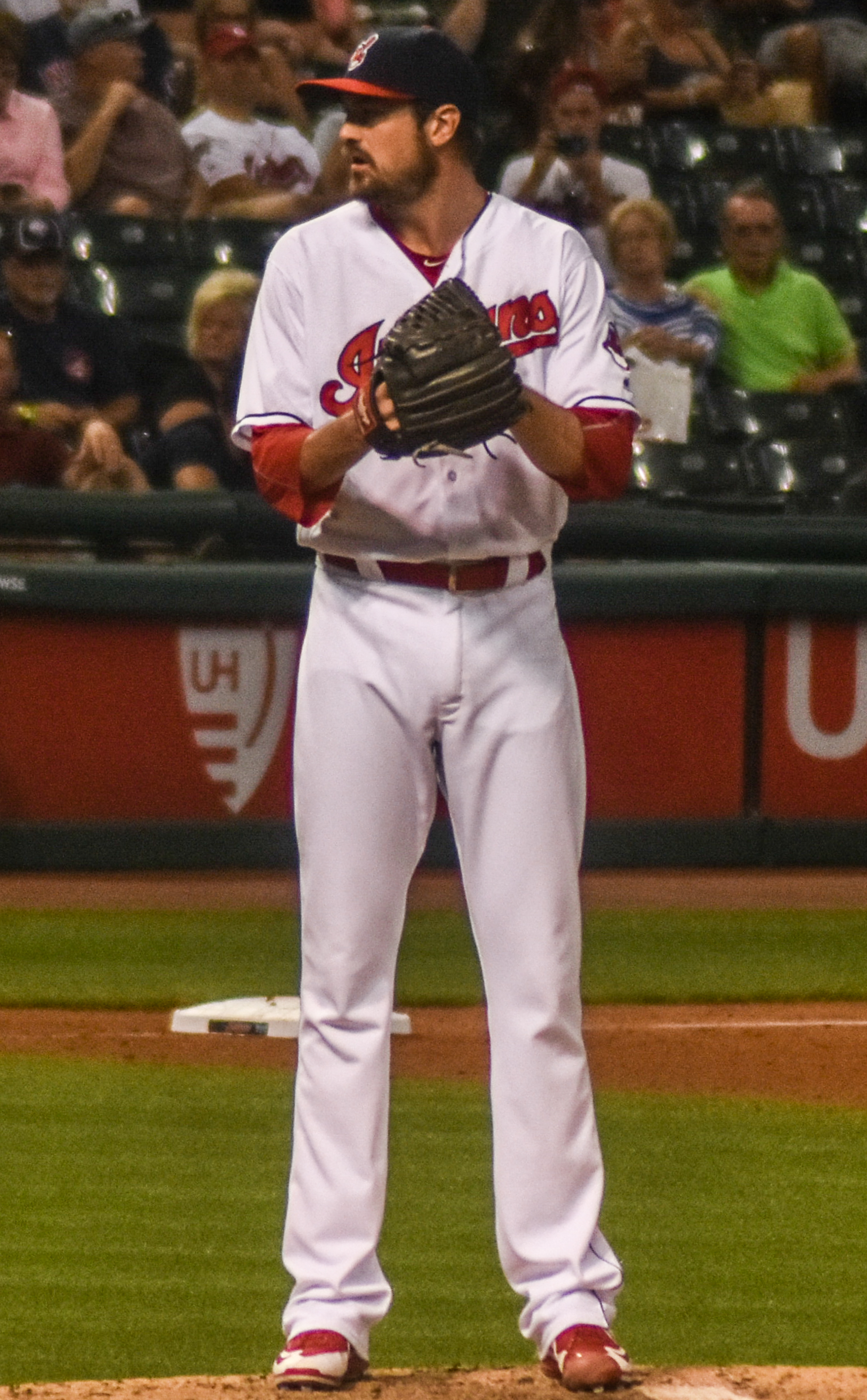
Andrew Miller (2016 ALCS MVP)

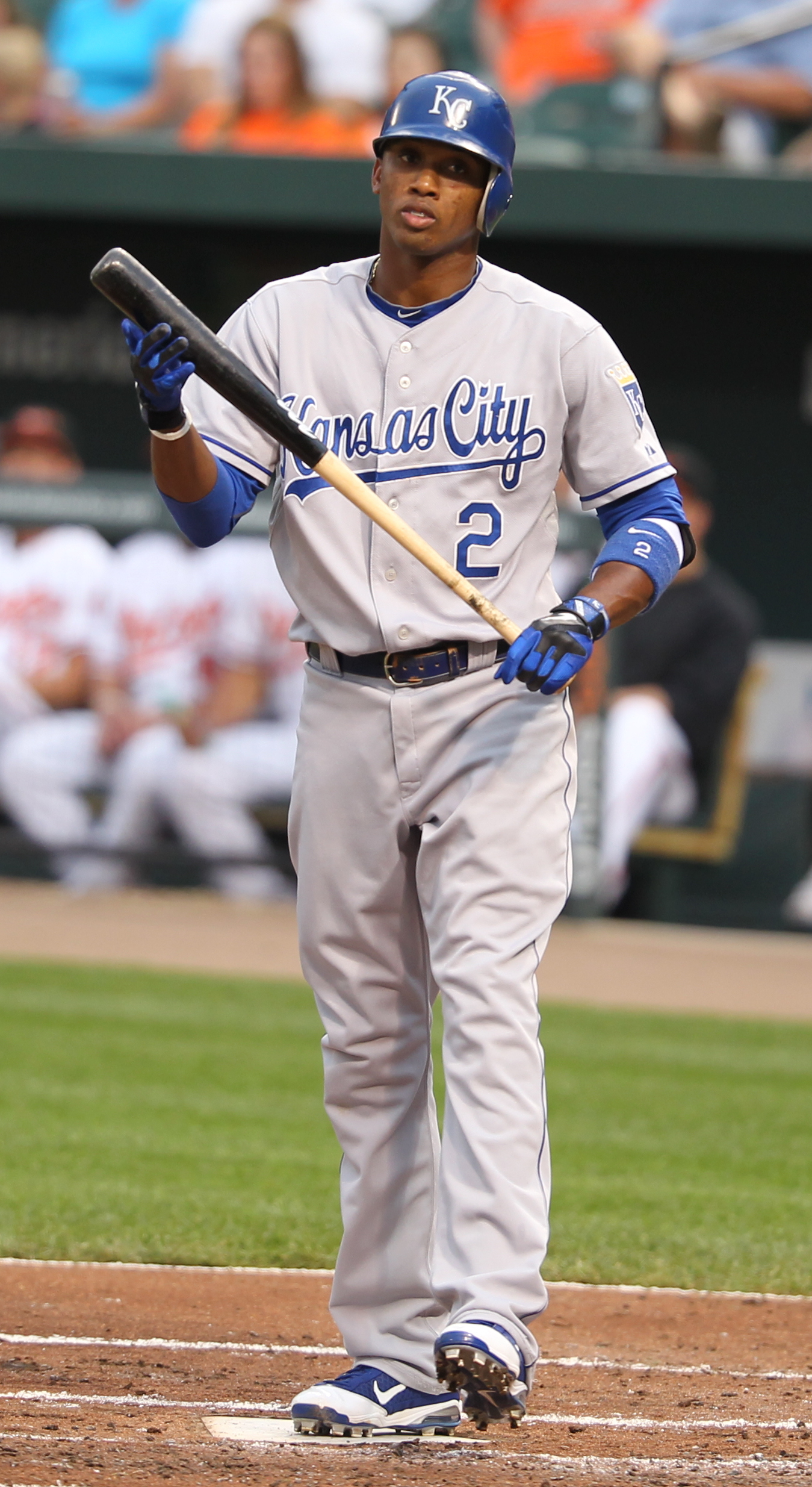
Alcides Escobar (2015 ALCS MVP)

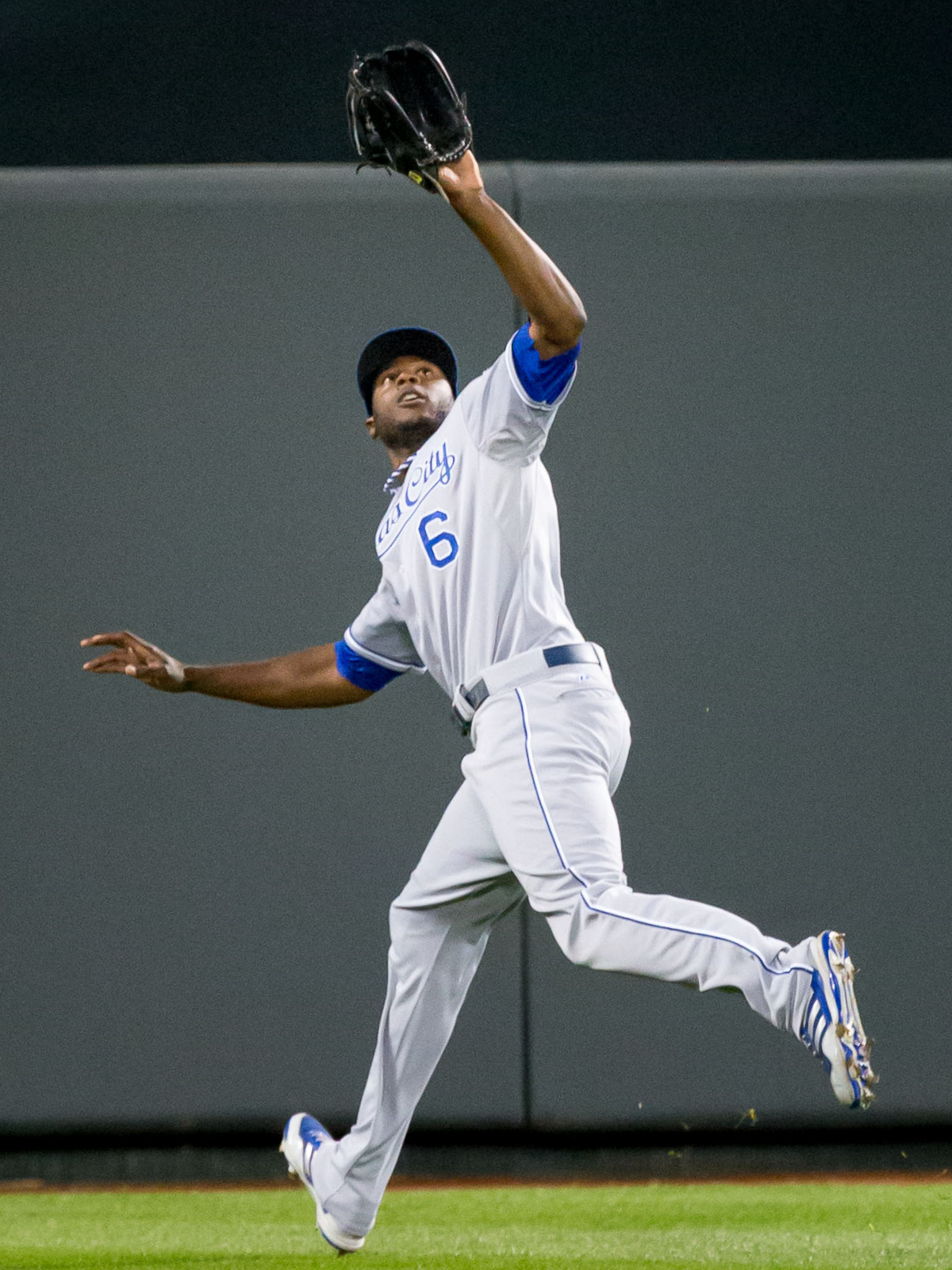
Lorenzo Cain (2014 ALCS MVP)

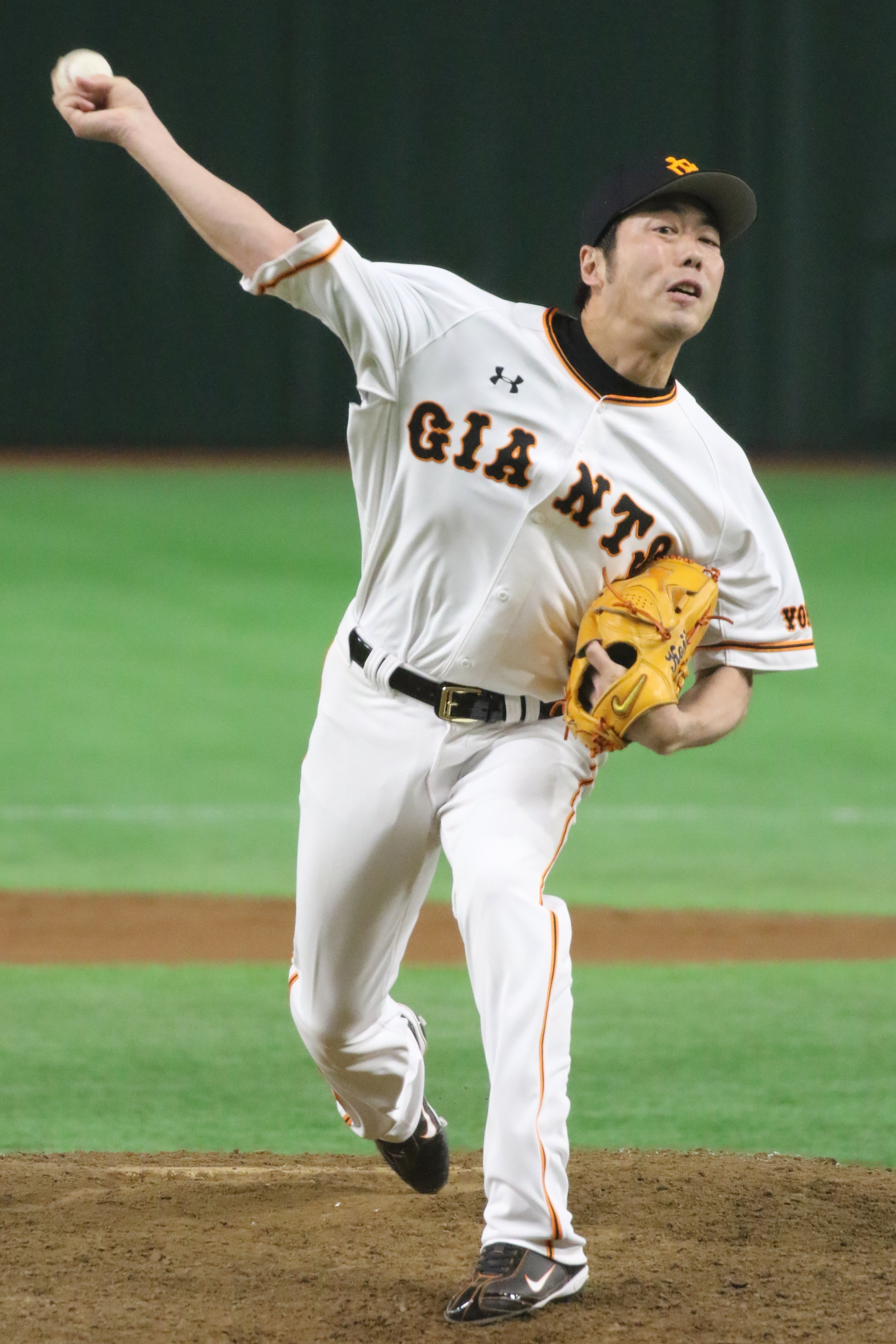
Koji Uehara (2013 ALCS MVP)

| Año  | Jugador                        | Equipo                         | Posición                       | Estadísticas                         | Ref    |
| ---- | ------------------------------ | ------------------------------ | ------------------------------ | ------------------------------------ | ------ |
| 1980 | Frank White                    | Kansas City Royals             | Segunda base                   | - .545 AVG - 1 HR - 3 CI             | [ 19 ] |
| 1981 | Graig Nettles                  | New York Yankees               | Tercera base                   | - .500 AVG - 3 EB - 9 RBI            | [ 20 ] |
| 1982 | Fred Lynn                      | Anaheim Angels                 | Jardinero                      | - .611 AVG - 11 H - 5 RBI            | [ 21 ] |
| 1983 | Mike Boddicker                 | Baltimore Orioles              | Lanzador                       | - 1-0 RC - 9 IP/ 0 CL - 14 K         | [ 22 ] |
| 1985 | George Brett †                 | Kansas City Royals             | Tercera base                   | - .348 AVG - 3 HR - 5 CI             | [ 23 ] |
| 1986 | Marty Barrett                  | Boston Red Sox                 | Segunda base                   | - .367 AVG - 11 H - 5 CI             | [ 24 ] |
| 1987 | Gary Gaetti                    | Minnesota Twins                | Tercera base                   | - .300 - 2 HR - 5 CI                 | [ 25 ] |
| 1988 | Dennis Eckersley †             | Oakland Athletics              | Lanzador relevista             | - 4 SV - 6 IP/ 0 CL - 5 K            | [ 26 ] |
| 1989 | Rickey Henderson †             | Oakland Athletics              | Jardinero                      | - .400 AVG - 2 HR - 8 SB             | [ 27 ] |
| 1990 | Dave Stewart                   | Oakland Athletics              | Lanzador                       | - 2–0 RC - 2 CP en 6 IP - 0.63 WHIP  | [ 28 ] |
| 1991 | Kirby Puckett †                | Minnesota Twins                | Jardinero                      | - .429 AVG - 2 HR - 5 CI             | [ 29 ] |
| 1992 | Roberto Alomar †               | Toronto Blue Jays              | Segunda base                   | - .423 AVG - 2 HR - 4 CI             | [ 30 ] |
| 1993 | Dave Stewart (2)               | Toronto Blue Jays              | Lanzador                       | - 2–0 RC - 3 CP en 13 IP 1/3 - 8 K   | [ 31 ] |
| 1994 | Temporada cancelada por Huelga | Temporada cancelada por Huelga | Temporada cancelada por Huelga | Temporada cancelada por Huelga       | [ 32 ] |
| 1995 | Orel Hershiser (2)             | Cleveland Indians              | Lanzador                       | - 2–0 RC - 2 CP en 14 IP - 15 K      | [ 33 ] |
| 1996 | Bernie Williams                | New York Yankees               | Jardinero                      | - .474 AVG - 2 HR - 6 CI             | [ 34 ] |
| 1997 | Marquis Grissom                | Cleveland Indians              | Jardinero                      | - 6 H - 3 SB                         | [ 35 ] |
| 1998 | David Wells                    | New York Yankees               | Lanzador                       | - 2–0 RC - 5 CP en 15 IP 2/3 - 18 K  | [ 36 ] |
| 1999 | Orlando Hernández              | New York Yankees               | Lanzador                       | - 1–0 RC - 3 CP en 15 IP - 13 K      | [ 37 ] |
| 2000 | David Justice                  | New York Yankees               | Jardinero                      | - .824 SLG - 2 HR - 8 CI             | [ 38 ] |
| 2001 | Andy Pettitte                  | New York Yankees               | Lanzador                       | - 2–0 RC - 4 CP en 14 IP 1/3 - 8 K   | [ 39 ] |
| 2002 | Adam Kennedy                   | Anaheim Angels                 | Segunda base                   | - .357 AVG - 3 HR - 5 CI             | [ 10 ] |
| 2003 | Mariano Rivera †               | New York Yankees               | Lanzador relevista             | - 1-0 - 2 SV - 1 CP en 8 IP - 6 K    | [ 40 ] |
| 2004 | David Ortiz                    | Boston Red Sox                 | Bateador designado             | - .387 AVG - 3 HR - 11 CI            | [ 12 ] |
| 2005 | Paul Konerko                   | Chicago White Sox              | Primera base                   | - .286 AVG - 2 HR - 7 CI             | [ 41 ] |
| 2006 | Plácido Polanco                | Detroit Tigers                 | Segunda base                   | - .529 AVG - 9 H - 2 CI              | [ 42 ] |
| 2007 | Josh Beckett                   | Boston Red Sox                 | Lanzador                       | - 2–0 RC - 3 CP en 14 IP - 18 K      | [ 43 ] |
| 2008 | Matt Garza                     | Tampa Bay Rays                 | Lanzador                       | - 2–0 RC - 2 CP en 13 IP - 14 K      | [ 44 ] |
| 2009 | CC Sabathia                    | New York Yankees               | Lanzador                       | - 2–0 RC - 2 CP en 16 IP - 12 K      | [ 45 ] |
| 2010 | Josh Hamilton                  | Texas Rangers                  | Jardinero                      | - .350 AVG - 4 HR - 7 CI             | [ 46 ] |
| 2011 | Nelson Cruz                    | Texas Rangers                  | Jardinero                      | - .364 AVG - 6 HR - 13 CI            | [ 47 ] |
| 2012 | Delmon Young                   | Detroit Tigers                 | Bateador designado             | - .353 AVG - 2 HR - 5 CI             | [ 48 ] |
| 2013 | Koji Uehara                    | Boston Red Sox                 | Lanzador relevista             | - 1-0 RC - 2 SV - 9 K                | [ 49 ] |
| 2014 | Lorenzo Cain                   | Kansas City Royals             | Jardinero                      | - .533 AVG - 5 CA - 8 H              | [ 50 ] |
| 2015 | Alcides Escobar                | Kansas City Royals             | Campocorto                     | - .478 AVG - 11 H - 6 CA             | [ 51 ] |
| 2016 | Andrew Miller                  | Cleveland Indians              | Lanzador relevista             | - 1 SV - 0 CP en 7 IP 2/3 - 14 K     | [ 52 ] |
| 2017 | Justin Verlander               | Detroit Tigers                 | Lanzador                       | - 2-0 RC - 1 CP en 16 IP - 21 K      | [ 53 ] |
| 2018 | Jackie Bradley Jr.             | Boston Red Sox                 | Jardinero                      | - 9 CI - 2 HR - 1.067 OPS            | [ 54 ] |
| 2019 | José Altuve                    | Houston Astros                 | Segunda base                   | - .348 AVG - 6 CA - 3 CI             | [ 55 ] |
| 2020 | Randy Arozarena                | Tampa Bay Rays                 | Jardinero                      | - .321 AVG - 4 HR - 1.152 OPS        | [ 56 ] |
| 2021 | Yordan Álvarez                 | Houston Astros                 | Bateador designado             | - 7 CA - .522 AVG - 1.408 OPS        | [ 57 ] |
| 2022 | Jeremy Peña                    | Houston Astros                 | Campocorto                     | - 7 CA - 5 RBI - .353 AVG - .991 OPS | [ 58 ] |

### Liga Nacional

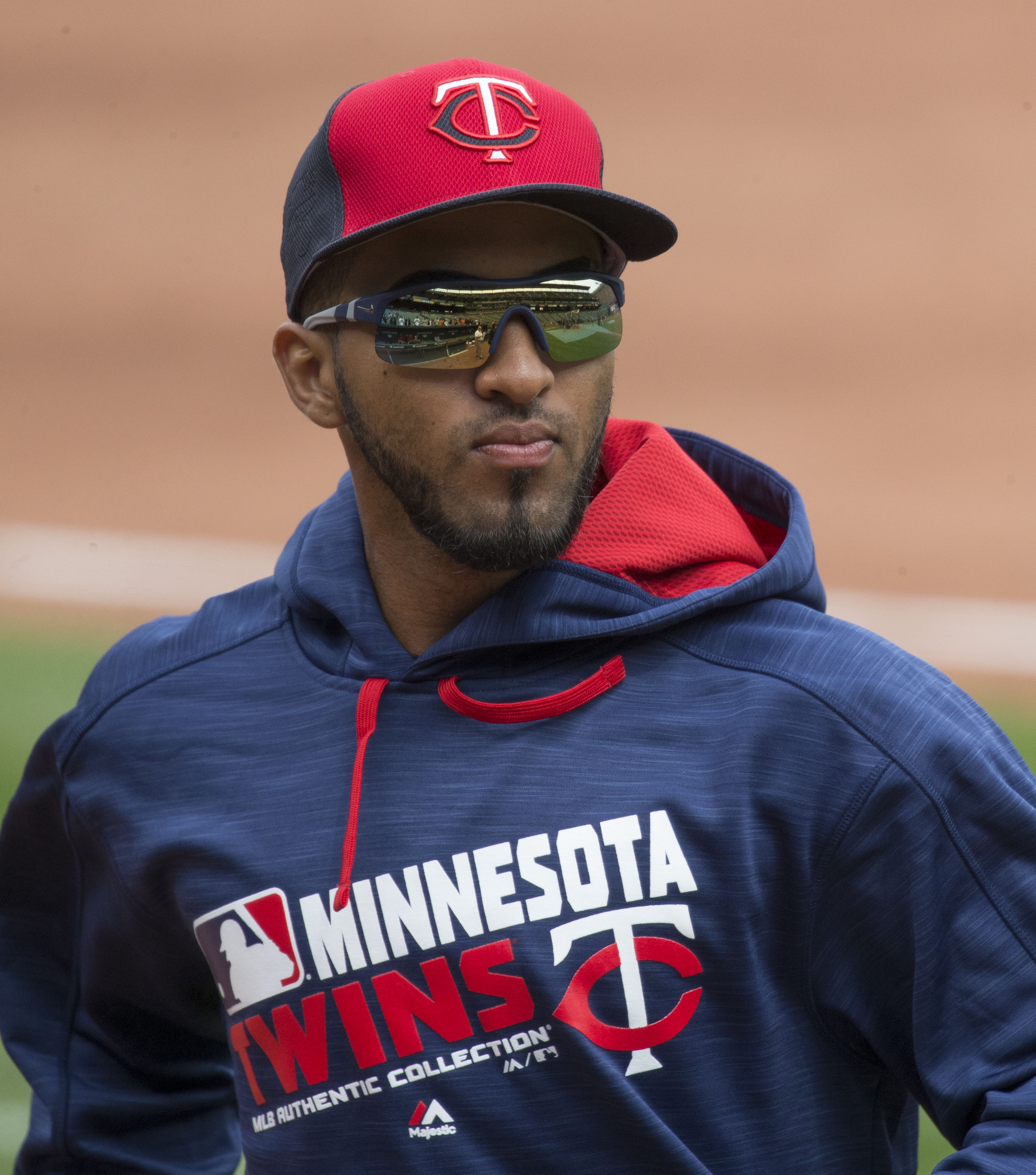
Eddie Rosario (2021 NLCS MVP)

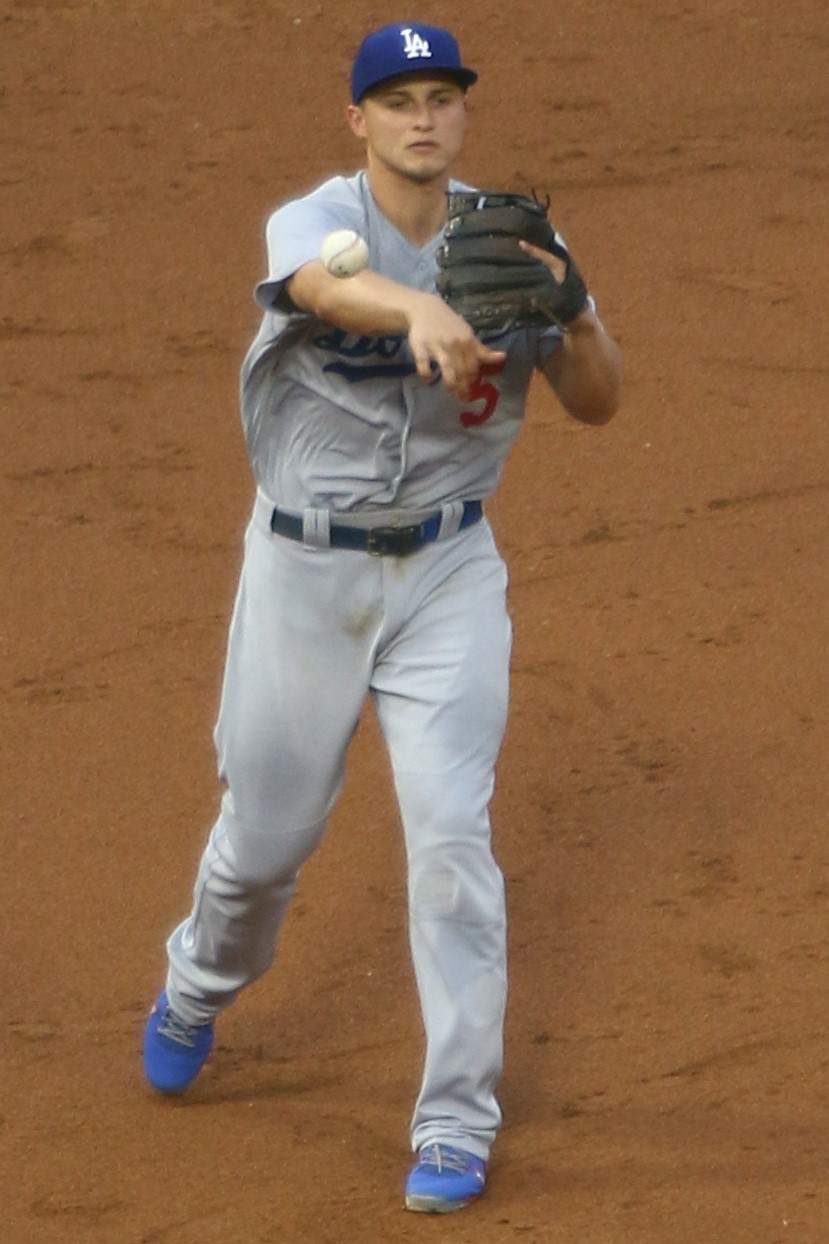
Corey Seager (2020 NLCS MVP)

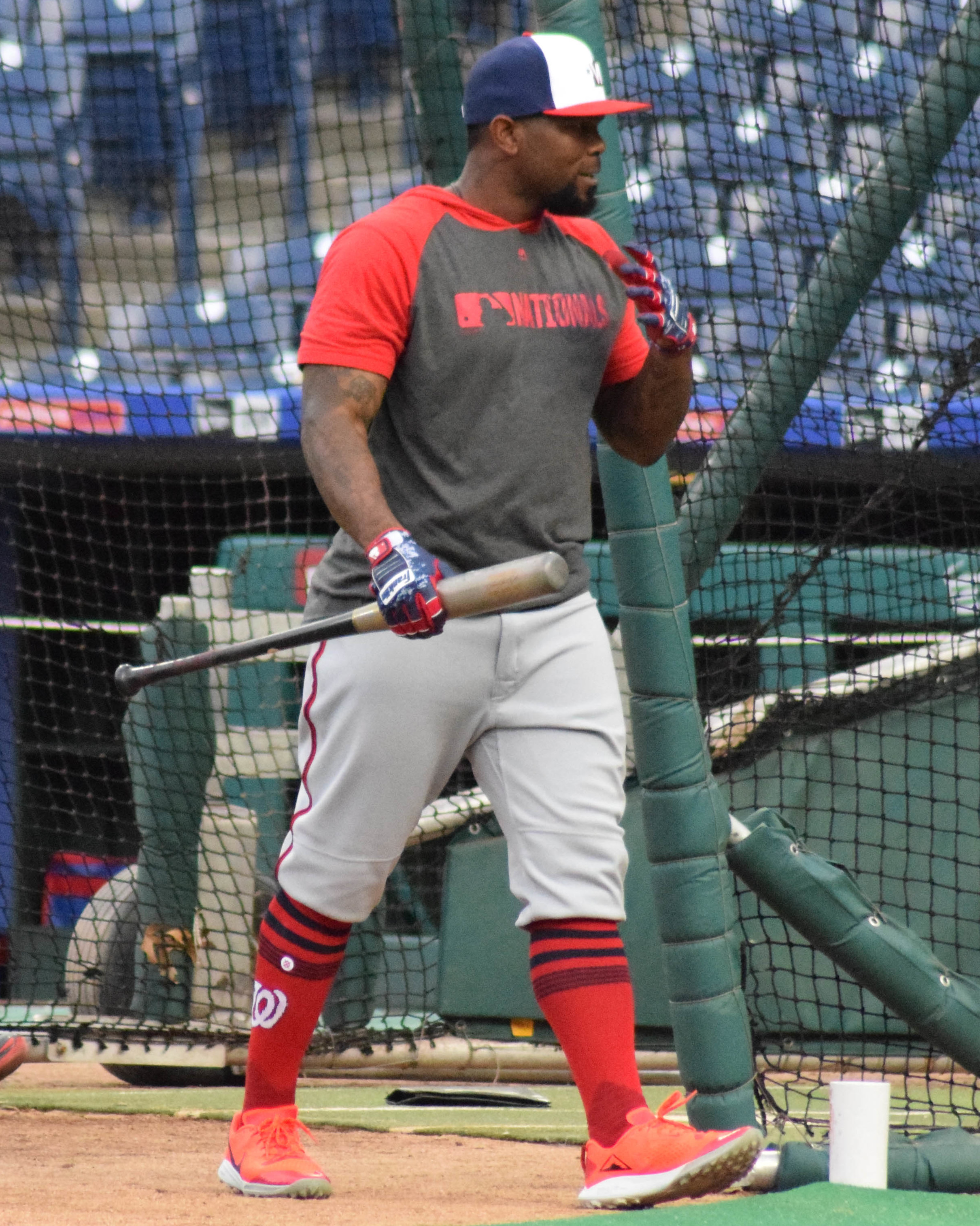
Howie Kendrick (2019 NLCS MVP)

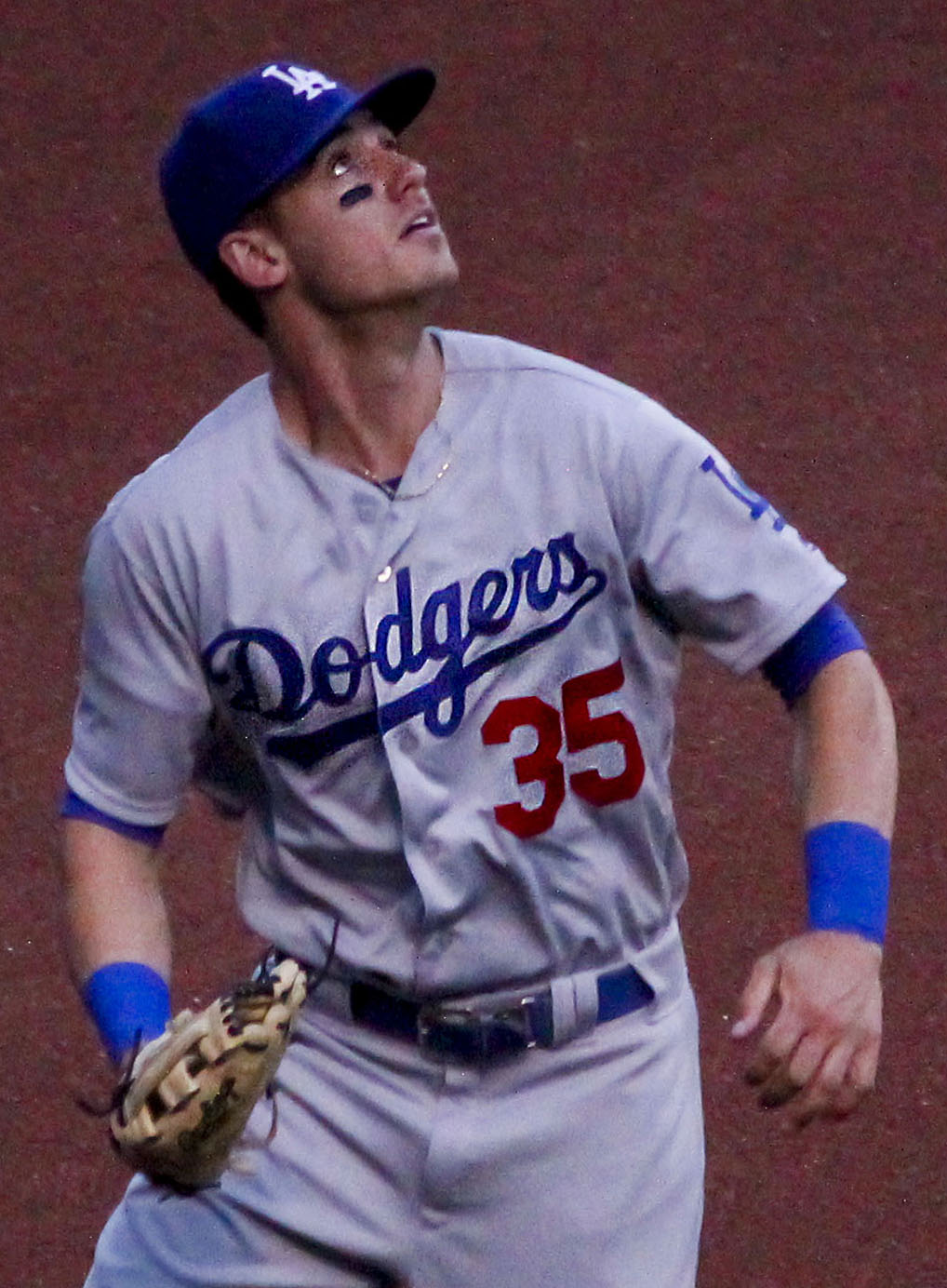
Cody Bellinger (2018 NLCS MVP)

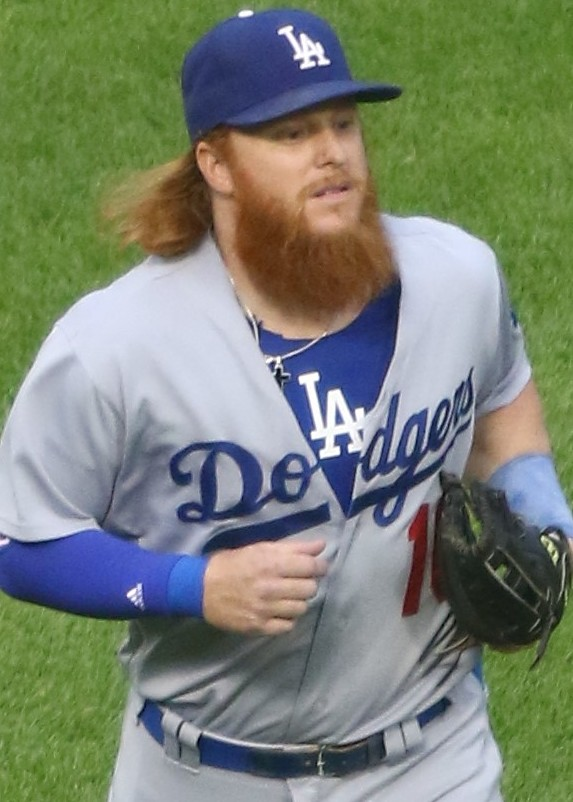
Justin Turner (2017 NLCS co-MVP)

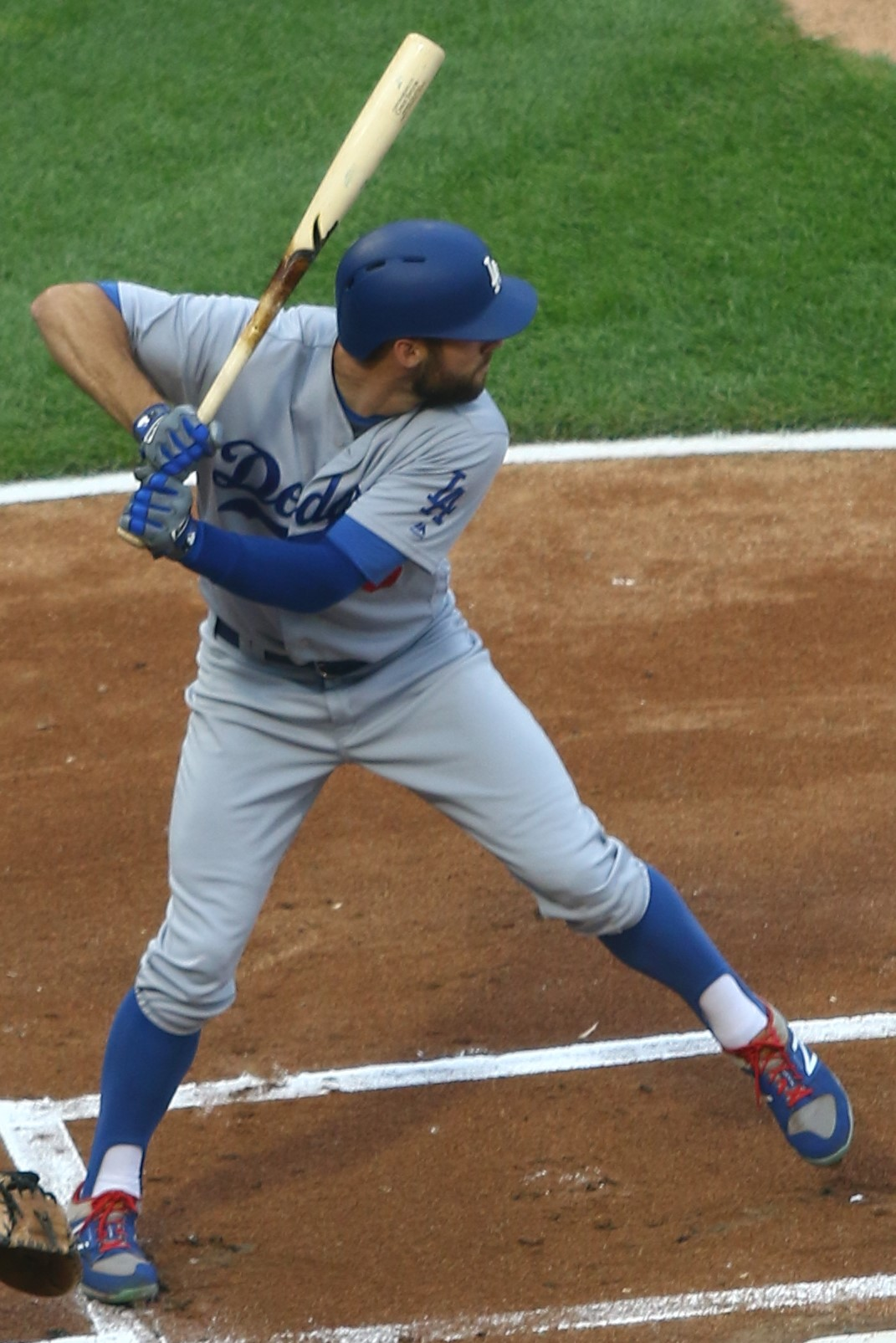
Chris Taylor (2017 NLCS co-MVP)

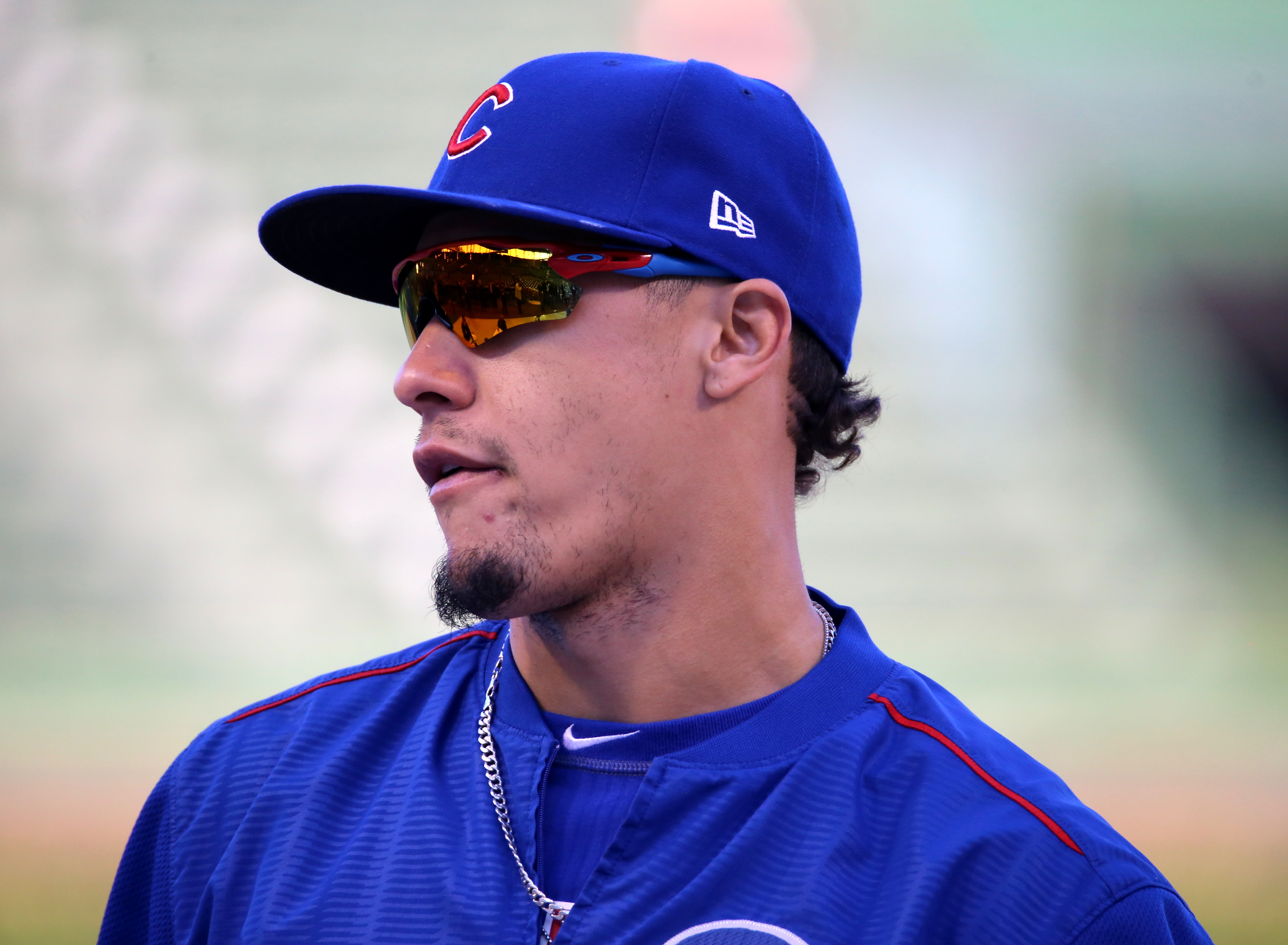
Javier Báez (2016 NLCS co-MVP)

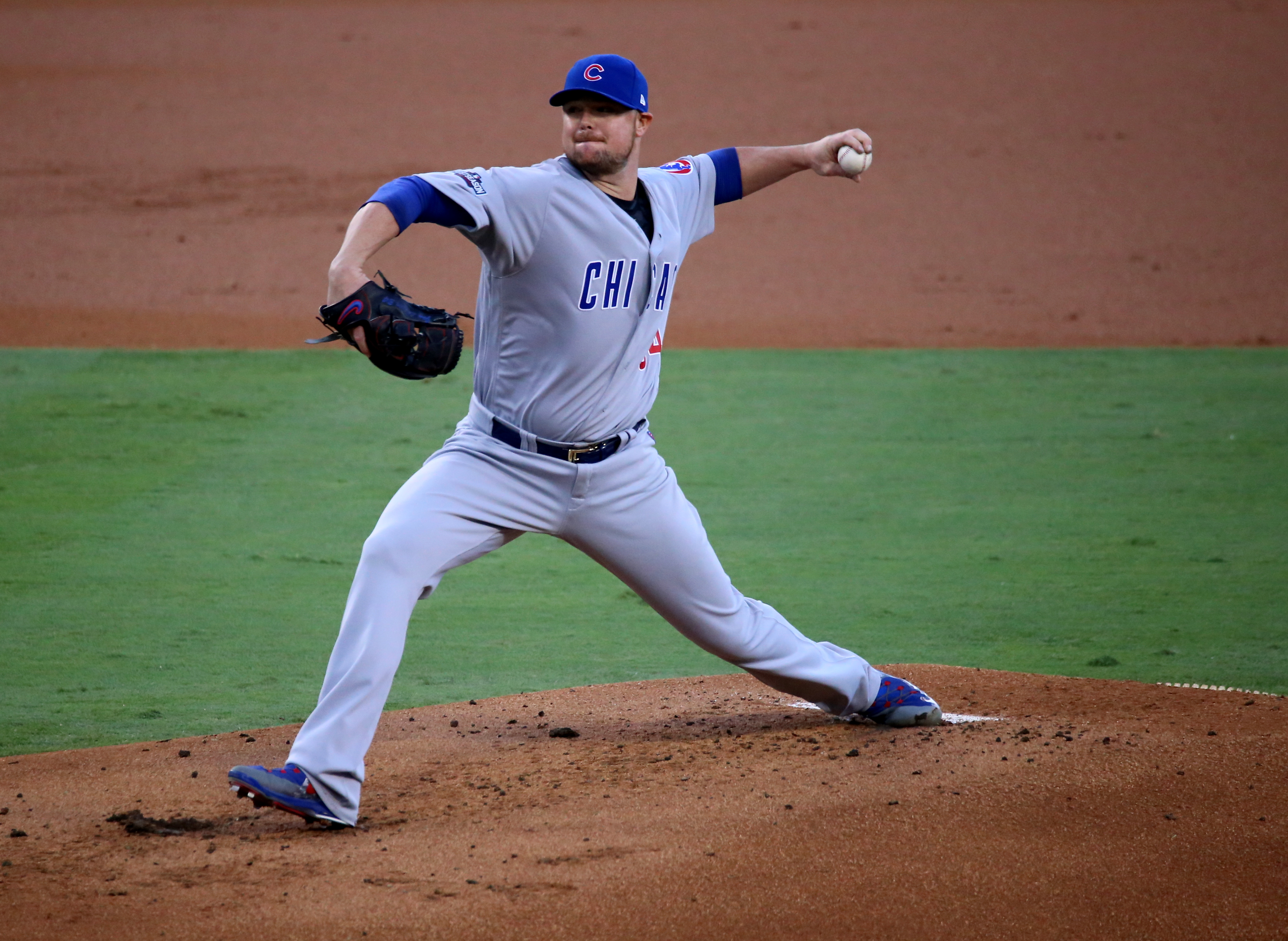
Jon Lester (2016 NLCS co-MVP)

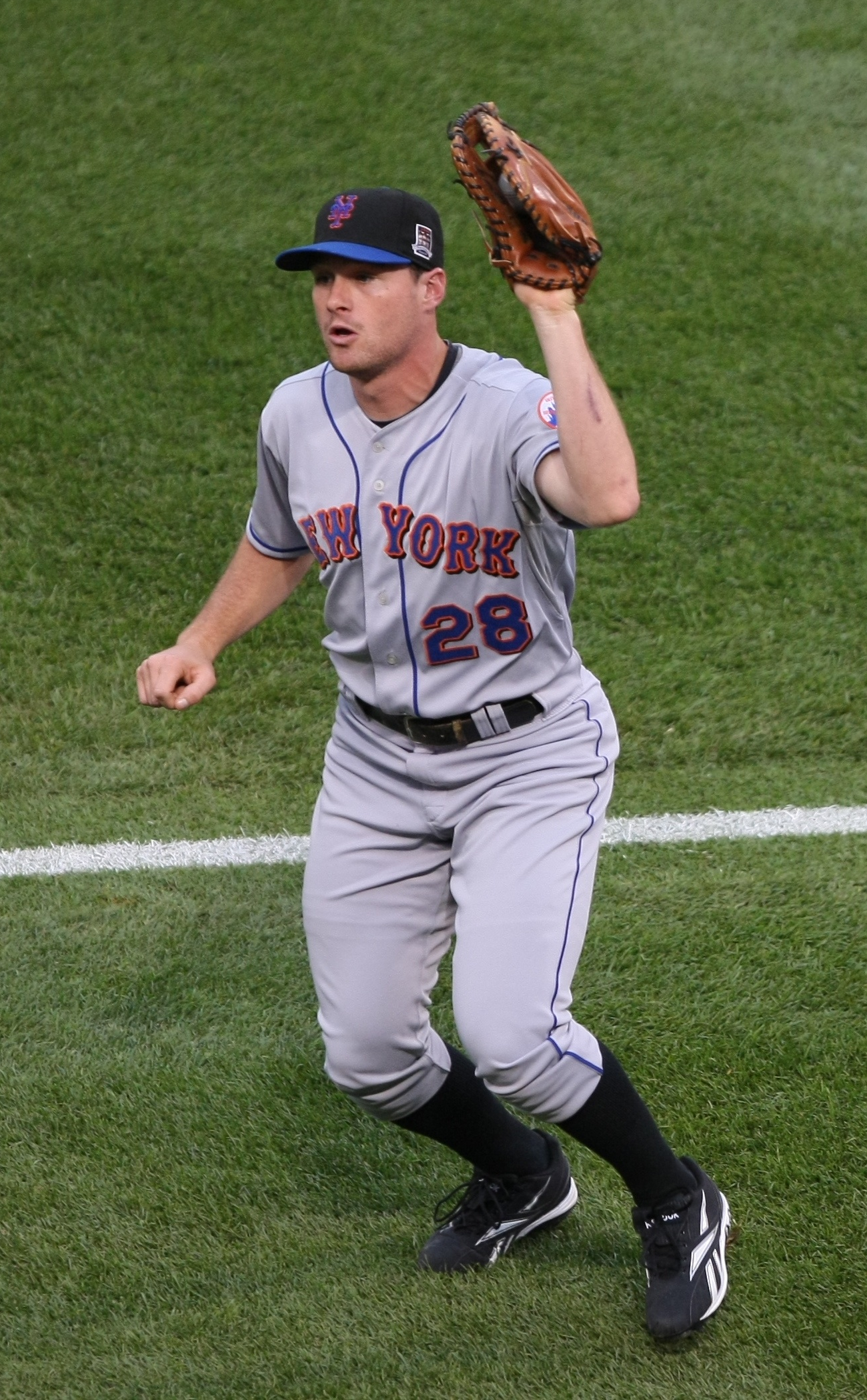
Daniel Murphy (2015 NLCS MVP)

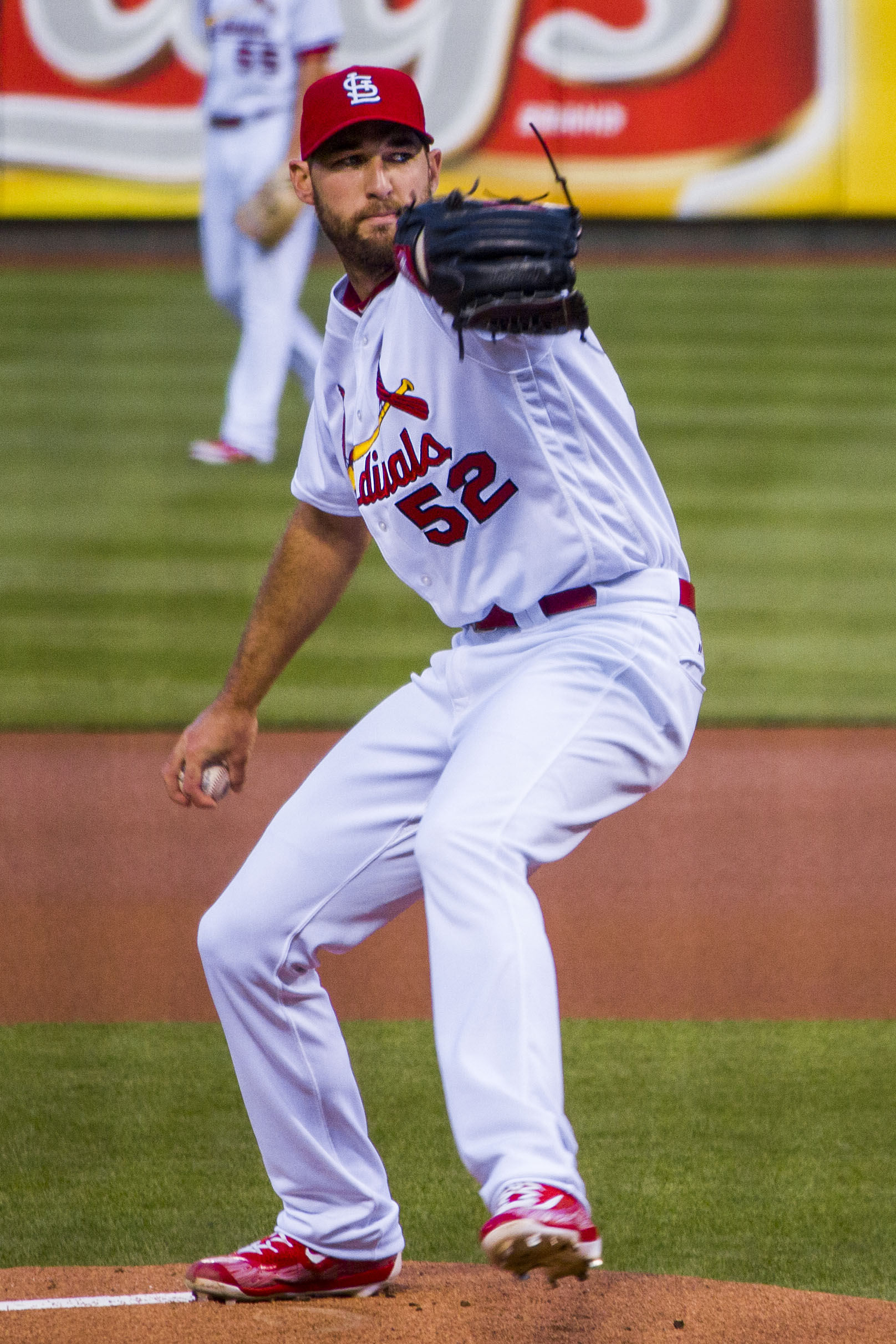
Michael Wacha (2013 NLCS MVP)

| Year  | Player                                   | Team                                     | Position                                 | Selected statistics                       | Ref    |
| ----- | ---------------------------------------- | ---------------------------------------- | ---------------------------------------- | ----------------------------------------- | ------ |
| 1977  | Dusty Baker                              | Los Angeles Dodgers                      | Outfielder                               | - .357 AVG - 2 HR - 8 CI                  | [ 59 ] |
| 1978  | Steve Garvey                             | Los Angeles Dodgers                      | Primera base                             | - .389 AVG - 4 HR - 7 CI                  | [ 6 ]  |
| 1979* | Willie Stargell†                         | Pittsburgh Pirates                       | Primera base                             | - .455 AVG - 2 HR - 6 CI                  | [ 60 ] |
| 1980  | Manny Trillo                             | Philadelphia Phillies                    | Segunda base                             | - .381 AVG - 8 H - 4 RBI                  | [ 61 ] |
| 1981  | Burt Hooton                              | Los Angeles Dodgers                      | Pitcher                                  | - 2–0 RC - 0 CP en 14 IP 2/3 - 1.16 WHIP  | [ 62 ] |
| 1982* | Darrell Porter                           | St. Louis Cardinals                      | Catcher                                  | - .556 AVG - 5 H; 3 2B - 5 BB             | [ 63 ] |
| 1983  | Gary Matthews                            | Philadelphia Phillies                    | Outfielder                               | - .429 AVG - 3 HR - 8 CI                  | [ 64 ] |
| 1984  | Steve Garvey (2)                         | San Diego Padres                         | Primera base                             | - .400 AVG - 7 CI                         | [ 65 ] |
| 1985  | Ozzie Smith†                             | St. Louis Cardinals                      | Campocorto                               | - .435 AVG - 3 CI                         | [ 66 ] |
| 1986  | Mike Scott                               | Houston Astros§                          | Pitcher                                  | - 2–0 RC - 1 CP en 18 IP - 19 K           | [ 67 ] |
| 1987  | Jeffrey Leonard                          | San Francisco Giants§                    | Outfielder                               | - .417 AVG - 4 HR - 5 CI                  | [ 7 ]  |
| 1988* | Orel Hershiser                           | Los Angeles Dodgers                      | Pitcher                                  | - 1–0 RC; 1 SV - 3 CP en 24 IP 2/3 - 15 K | [ 68 ] |
| 1989  | Will Clark                               | San Francisco Giants                     | Primera base                             | - .650 AVG - 13 H - 8 CI                  | [ 69 ] |
| 1990^ | Rob Dibble                               | Cincinnati Reds                          | Pitcher relevista                        | - 1 SV - 5 IP; 0 CL - 10 K                | [ 70 ] |
| 1990^ | Randy Myers                              | Cincinnati Reds                          | Pitcher relevista                        | - 3 SV - 7 K                              | [ 70 ] |
| 1991  | Steve Avery                              | Atlanta Braves                           | Pitcher                                  | - 2–0 RC - 17 K                           | [ 14 ] |
| 1992  | John Smoltz†                             | Atlanta Braves                           | Pitcher                                  | - 2–0 RC - 19 K                           | [ 15 ] |
| 1993  | Curt Schilling                           | Philadelphia Phillies                    | Pitcher                                  | - 19 K                                    | [ 71 ] |
| 1994  | Serie cancelada por huelga del jugadores | Serie cancelada por huelga del jugadores | Serie cancelada por huelga del jugadores | Serie cancelada por huelga del jugadores  | [ 32 ] |
| 1995  | Mike Devereaux                           | Atlanta Braves                           | Outfielder                               | - .308 AVG - 1 HR - 5 CI                  | [ 72 ] |
| 1996  | Javy López                               | Atlanta Braves                           | Catcher                                  | - .542 AVg - 5 2B/ 2 HR - 6 CI            | [ 73 ] |
| 1997* | Liván Hernández                          | Florida Marlins                          | Pitcher                                  | - 2 RC - 1 CP en 10 IP 2/3 - 16 K         | [ 74 ] |
| 1998  | Sterling Hitchcock                       | San Diego Padres                         | Pitcher                                  | - 2–0 RC - 1 CP en 10 IP innings - 14 K   | [ 75 ] |
| 1999  | Eddie Pérez                              | Atlanta Braves                           | Catcher                                  | - .500 AVG - 2 HR - 5 CI                  | [ 76 ] |
| 2000  | Mike Hampton                             | New York Mets                            | Pitcher                                  | - 2–0 RC - 16 IP 0 CL - 12 K              | [ 77 ] |
| 2001  | Craig Counsell                           | Arizona Diamondbacks                     | Infielder                                | - .381 AVG - 4 CI - 5 CA                  | [ 78 ] |
| 2002  | Benito Santiago                          | San Francisco Giants                     | Catcher                                  | - .300 AVG - 2 HR - 6 CI                  | [ 79 ] |
| 2003  | Iván Rodríguez†                          | Florida Marlins                          | Catcher                                  | - .321 AVG - 2 HR - 10 CI                 | [ 13 ] |
| 2004  | Albert Pujols                            | St. Louis Cardinals                      | Primera base                             | - .500 AVG - 4 HR - 9 CI                  | [ 8 ]  |
| 2005  | Roy Oswalt                               | Houston Astros                           | Pitcher                                  | - 2–0 RC - 2 CP en 14 IP - 12 K           | [ 80 ] |
| 2006  | Jeff Suppan                              | St. Louis Cardinals                      | Pitcher                                  | - 1–0 RC - 1 CP en 15 IP - 1 HR           | [ 81 ] |
| 2007  | Matt Holliday                            | Colorado Rockies                         | Outfielder                               | - .333 AVG - 2 HR - 4 CI                  | [ 82 ] |
| 2008* | Cole Hamels                              | Philadelphia Phillies                    | Pitcher                                  | - 2–0 RC - 3 CP en 14 IP - 13 K           | [ 83 ] |
| 2009  | Ryan Howard                              | Philadelphia Phillies                    | Primera base                             | - .333 AVG - 2 HR; 8 CI                   | [ 84 ] |
| 2010  | Cody Ross                                | San Francisco Giants                     | Outfielder                               | - .350 AVG - 3 HR - 5 CI                  | [ 85 ] |
| 2011* | David Freese                             | St. Louis Cardinals                      | Tercera base                             | - .545 AVG - 3 HR - 9 CI                  | [ 86 ] |
| 2012  | Marco Scutaro                            | San Francisco Giants                     | Segunda base                             | - .500 AVG - 14 H - 4 CI                  | [ 87 ] |
| 2013  | Michael Wacha                            | St. Louis Cardinals                      | Pitcher                                  | - 2–0 RC - 13 2/3 IP 0 CL - 13 K          | [ 88 ] |
| 2014* | Madison Bumgarner                        | San Francisco Giants                     | Pitcher                                  | - 1–0 RC - 3 CP en 15 2/3 IP - 12 K       | [ 89 ] |
| 2015  | Daniel Murphy                            | New York Mets                            | Infielder                                | - .529 AVG - 4 HR - 6 CI                  | [ 90 ] |
| 2016^ | Jon Lester                               | Chicago Cubs                             | Pitcher                                  | - 1–0 RC - 2 CP en 13 IP - 9 K            | [ 91 ] |
| 2016^ | Javier Báez                              | Chicago Cubs                             | Infielder                                | - .368 AVG - 7 H; 4 2B - 5 CI             | [ 91 ] |
| 2017^ | Justin Turner                            | Los Angeles Dodgers                      | Tercera base                             | - 1.402 OPS - 6 CI                        | [ 92 ] |
| 2017^ | Chris Taylor                             | Los Angeles Dodgers                      | Outfielder                               | - 1.221 OPS - 3 CI - 2 HR                 | [ 92 ] |
| 2018  | Cody Bellinger                           | Los Angeles Dodgers                      | Primera base                             | - 1 HR - 4 CI - .591 OPS                  | [ 93 ] |
| 2019  | Howie Kendrick                           | Washington Nationals                     | Segunda base                             | - .333 AVG - 4 CI - 4 CA                  | [ 94 ] |
| 2020* | Corey Seager                             | Los Angeles Dodgers                      | Campocorto                               | - 11 CI - 5 HR                            | [ 95 ] |
| 2021  | Eddie Rosario                            | Atlanta Braves                           | Outfielder                               | - .560 AVG - 9 RBI - 3 HR - 1.647 OPS     | [ 96 ] |
| 2022  | Bryce Harper                             | Philadelphia Phillies                    | Bateador designado                       | - .400 AVG - 5 RBI - 2 HR - 1.250 OPS     | [ 97 ] |